# ラベル・ルソー
ラベル・ハリソン・ルソー（英:Lovell Harrison Rousseau、1818年8月4日-1869年1月7日）は、アメリカ合衆国ケンタッキー州とインディアナ州で成功した弁護士および政治家であり、南北戦争では北軍の将軍だった。戦後、アメリカ合衆国下院議員を務め、暴力事件を起こして一度は辞任した。1867年のアラスカ購入では重要な役割を果たした。

## 初期の経歴
ルソーは1818年8月4日にケンタッキー州スタンフォードで生まれ、子供の時は公立学校に通った。ルソーが13歳の1833年に父が死に、若いルソーに家族の面倒を見る責任が掛かってきた。1840年にルイビルに移転して法律を学んだ。翌年には法廷弁護士として認められ、インディアナ州ブルームフィールドで自営の法律実務を始めた。1844年から1845年はインディアナ州下院議員を務めた。1845年に米墨戦争が勃発し、ルソーは中隊の大尉としてブエナ・ビスタの戦いで勇敢に戦った。インディアナ州に戻ると、インディアナ州上院議員に選ばれ1847年から1849年まで務めた。1849年にケンタッキー州に戻り、ルイビルに落ち着いて法律実務を行い成功した。1860年から1861年はケンタッキー州上院議員を務めた。

## 南北戦争
南北戦争の開戦が現実に近くなってくると、ルソーはケンタッキー州政府を維持するために大胆で断固とした立場を採り、アメリカ合衆国からの脱退阻止に貢献した。1861年6月に上院議員を辞職し、志願兵部隊を立ち上げる任務を志願した。ケンタッキー州の多くの著名人物からは反対もあったが、ルイビルとはオハイオ川の対岸、インディアナ州ジェファーソンビルのキャンプ・ジョー・ホルトで、全てケンタッキー州人からなる2個連隊を立ち上げることに成功した。この部隊はルイビル・リージョンと呼ばれた。これら連隊はルイビル市民軍兵1個大隊の助けを得て、ルイビルが南軍に占領されることを妨げた。ルソーは1861年9月に第5ケンタッキー志願兵連隊の大佐に指名され、後にオームズビー・M・ミッチェル将軍の軍隊に付けられた志願兵の准将に昇進した。ルソーはさらに志願兵の少将に昇進した。シャイローの戦い、ストーンズリバーの戦い、チカマウガの戦い、またタラホーマ方面作戦やチャタヌーガ周辺の作戦行動で勇敢に戦った。1863年11月から1865年11月の除隊まではテネシー州ナッシュビルの指揮官を務めていたが、1864年7月にはウィリアム・シャーマンの命令でモントゴメリー・アンド・ウェストポイント鉄道を襲撃し大きな成功を収めた。

## 合衆国下院議員とグリネル下院議員に対する襲撃
ルソーは1864年に「無条件連邦主義者」としてアメリカ合衆国下院議員に選出され、1865年から1866年まで務めた。ルソーは元軍隊の士官として下院軍事問題委員会の委員を務めた。1866年6月、ルソーとアイオワ州選出下院議員ジョサイア・ブッシュネル・グリネルとの間の関係が緊張した。この2人は解放奴隷局により多くの権限を与える法案について一連の論争を行っていた。ルソーは解放奴隷局に働く代理人によって起こされた反抗的かつ無法な行動を予測しまた聞いてもいたのでこの法案に反対し、一方グリネルは元奴隷解放運動家としてまた逃亡奴隷を援助した者として法案を強く支持した。この論争は最終的に中傷合戦に発展し、グリネルはルソーの軍歴を問題にして戦闘におけるルソーの功績を侮辱し、またケンタッキー州について幾つかの差し出がましいコメントまでつけた。
1866年6月14日、ルソーは議会における議事の後で、アメリカ合衆国議会議事堂の東ポルチコでグリネルに近付いた。ルソーはグリネルが議場で行ったルソーに関する侮辱について謝罪の言葉を待っていたとグリネルに告げた。グリネルはルソーが何のことを言っているのか分からない振りをしたので、ルソーを怒らせ、ルソーは持っていたラタン・ヤシの杖の鉄の握りで何度もグリネルを殴りつけ、杖が折れるまで止めなかった。ルソーはグリネルの顔面を主に狙ったが、数回は手や肩に当たった。グリネルは打ち身を受けただけで立ち去り、このために議会を休む必要も全くなかった。しかし、この事件を調査する委員会が組織され、委員にはナサニエル・バンクス、ヘンリー・J・レイモンド、ルーファス・P・スポルディング、M・ラッセル・セイヤーおよびジョン・ホーガンが就いた。ルソーはその行動を譴責され、間もなく議院を辞職した。ルソーは自身の辞職に伴う空席の同じ年に行われた出直し選挙で当選し、1867年まで下院議員を務めた。

## その後の生涯と死
ルソーは下院議員を辞めた後で、アメリカ陸軍の名誉少将の資格を持って准将に指名され、1867年3月27日にアラスカでの任務に就いた。ルソーは1867年10月18日のロシア帝国からアメリカ合衆国へのアラスカ譲渡について重要な役割を果たした。10月18日は今日、アラスカデイとして祝われている。1868年7月28日、ルソーはルイジアナ方面軍指揮官に任命された。ルソーはこの職にあった1869年1月7日にニューオーリンズで死んだ。遺体はバージニア州アーリントンのアーリントン国立墓地に埋葬されている。ケンタッキー州ルイビルのケイブヒル墓地にはルソーの栄誉を称える記念碑もある。